# Synthymia solituda
Synthymia solituda är en fjärilsart som beskrevs av Brandt 1938. Synthymia solituda ingår i släktet Synthymia och familjen nattflyn. Inga underarter finns listade i Catalogue of Life.